# Alyssa
Alyssa ist ein weiblicher Vorname mit mehreren Wurzeln.
So ist Alyssa zum einen eine Form des althochdeutschen Vornamens Adelheid und heißt "die Schöne".
Zum anderen wird der in Nordamerika sehr beliebte Vorname auch von der Pflanze Alyssum (dt.: Steinkraut) abgeleitet. Alyssum stammt aus den griechischen Wurzeln a-("nicht") und lyssum (verrückt). Früher wurde angenommen, dass die Pflanze Hautkrankheiten heilen könne.

## Namenstag
5. Februar, 16. Dezember, 11. Juni

## Bekannte Namensträgerinnen
- Alyssa Brugman (* 1974), australische Schriftstellerin
- Alyssa Diaz (* 1985), US-amerikanische Schauspielerin
- Alyssa Jirrels (* 2000 oder 2001), US-amerikanische Schauspielerin
- Alyssa Lagonia (* 1989), italienisch-kanadische Fußballspielerin
- Alyssa Milano (* 1972), US-amerikanische Schauspielerin
- Alyssa Naeher (* 1988), US-amerikanische Fußballspielerin
- Alyssa Nicole Pallett (* 1985), kanadische Schauspielerin
- Alyssa Reid (* 1993), kanadische Singer-Songwriterin
- Alyssa Shafer (* 1998), US-amerikanische Schauspielerin
- Alyssa Tirtosentono (* 2000), niederländische Badmintonspielerin

## Belege
1. ↑  https://www.behindthename.com/name/alyssa